# Milan Čuda
Milan Čuda   (Praga, 22 de setembre de 1939) és un ex-jugador de voleibol txec que va competir sota bandera txecoslovaca durant la dècada de 1960.
El 1964 va prendre part en els Jocs Olímpics de Tòquio, on guanyà la medalla de plata en la competició de voleibol. A nivell de clubs jugà al RH Praha, amb qui guanyà la lliga de 1966, i el Škoda České Budějovice, amb qui guanyà la Copa de 1972. Entre 1980 i 1992 exercí d'entrenador i posteriorment ocupà diversos càrrecs directius al České Budějovice i a la Federació Txeca de Voleibol.